# Ahmed Eid (Fußballspieler, 2001)
Ahmed Eid Mohamed Gadelhaq (arabisch أحمد عيد, DMG Aḥmad ʿĪd; * 2. Januar 2001 in al-Fayyūm) ist ein ägyptischer Fußballspieler, der als Verteidiger für den Egyptian-Premier-League-Klub Zamalek SC spielt.

## Karriere
Eid wechselte 2015 von der Jugendabteilung des Al Ahly SC zur U23-Mannschaft des Al Zamalek SC. Ab der Saison 2019/20 wurde er ebenfalls in der ersten Mannschaft berücksichtigt. Dort gab er am 2. Januar 2020 beim 2:0-Heimsieg gegen den Aswan SC sein Debüt für die erste Mannschaft. In seiner ersten Saison kam er auf dreizehn Liga-Einsätze, einen Einsatz im Pokal und vier Einsätze in der CAF Champions League.